# Forever (album Spice Girls)
Forever – trzeci i ostatni album studyjny żeńskiej grupy muzycznej Spice Girls, wydany 1 listopada 2000 przez Virgin Records. Jest to jedyny krążek zespołu bez udziału Geri Halliwell, która powróciła do grupy dopiero podczas jej zjednoczenia w 2007. Pomimo o wiele większej popularności, którą zdobyły dwa poprzednie albumy, płyta została sprzedana w 4 milionach egzemplarzy na całym świecie, zdobywając drugie miejsce brytyjskiej listy najpopularniejszych albumów w listopadzie 2000. Album pokrył się platyną po rozprowadzeniu 300 tysięcy kopii. Jedynym singlem promującym był „Holler"/"Let Love Lead the Way”, który osiągnął pierwsze miejsce brytyjskiej listy przebojów.

## Lista utworów
1. „Holler” (Victoria Beckham, Melanie Brown, Emma Bunton, Melanie Chisholm, Rodney Jerkins, LaShawn Daniels, Fred Jerkins III) – 4:15
2. „Tell Me Why” (Beckham, Brown, Bunton, Jerkins, Daniels, Jerkins, Mischke Butler) – 4:13
3. „Let Love Lead the Way” (Beckham, Brown, Bunton, Chisholm, Jerkins, Daniels, Jerkins, Harvey Mason Jr.) – 4:57
4. „Right Back at Ya” (Beckham, Brown, Bunton, Chisholm, Eliot Kennedy, Tim Lever) – 4:09
5. „Get Down with Me” (Beckham, Brown, Bunton, Jerkins, Daniels, Jerkins, Butler, Robert Smith) – 3:45
6. „Wasting My Time” (Brown, Bunton, Chisholm, Daniels, Jerkins) – 4:13
7. „Weekend Love” (Beckham, Brown, Bunton, Chisholm, Jerkins, Daniels, Jerkins) – 4:04
8. „Time Goes By” (Beckham, Brown, Bunton, Jerkins, Daniels, Jerkins, Butler) – 4:51
9. „If You Wanna Have Some Fun” (Beckham, Brown, Bunton, Chisholm, James Harris III, Terry Lewis) – 5:25
10. „Oxygen” (Beckham, Brown, Bunton, Chisholm, Harris, Lewis) – 4:55
11. „Goodbye” (Beckham, Brown, Bunton, Chisholm, Richard Stannard, Matt Rowe) – 4:35

## Twórcy
- Victoria Beckham – śpiew
- Melanie Brown – śpiew
- Emma Bunton – śpiew
- Melanie Chisholm – śpiew
- Susan Drake – wokal wspierający
- Eliot Kennedy – wokal wspierający
- Rodney Jerkins, Harvey Mason Jr., Matt Rowe, Richard Stannard – produkcja
- Adrian Bushby, Paul Foley, Ben Garrison, Brad Gilderman, Steve Hodge, Ian Robertson, Dave Russell, Tony Salter – inżynieria dźwięku
  - Jake Davies, Bradley Yost – asystenci
- Ben Garrison, Brad Gilderman, Steve Hodge, Fred Jenkins III, Rodney Jerkins, Jan Kybert, Mark „Spike” Stent, Paul Waller, Bradley Yost – miksowanie
- Bernie Grundman – mastering
- Harvey Mason Jr. – digital editing
- LaShawn Daniels, Susan Drake, Eliot Kennedy – asystenci produkcji wokali
- Paul Waller – programowanie perkusji
- Will Malone – aranżacje smyczków
- Vince Frost – projekt
- Terry Richardson – zdjęcia